# ATP Cleveland 1976
L'ATP Cleveland 1976 è stato un torneo di tennis giocato sul cemento. È stata la 1ª edizione dell'ATP Cleveland, che fa parte del Commercial Union Assurance Grand Prix 1976. Si è giocato a Cleveland negli USA, dal 26 gennaio al 1º febbraio 1976.

## Campioni

### Singolare
Haroon Rahim ha battuto in finale  Aleksandre Met'reveli con il punteggio di 6–4, 6–4

### Doppio
- Informazione non disponibile